# Moonlit Floor (Kiss Me)
Moonlit Floor (Kiss Me) (pierwotnie zatytułowany Moonlit Floor) – piosenka tajskiej raperki i piosenkarki Lisy, która została wydana przez Lloud i RCA Records 3 października 2024 r. jako trzeci singiel z jej debiutanckiego albumu studyjnego „Alter Ego”. Jest to utwór nu-disco i dance-pop, którego refren interpoluje „Kiss Me” Sixpence None the Richer. Lisa zadebiutowała piosenką przed jej wydaniem na Global Citizen Festival 2024, a także wykonała ją na Victoria's Secret Fashion Show 2024 i Amazing Thailand Countdown 2025.

## Tło i wydanie
Po odejściu z wytwórni YG Entertainment na rzecz działalności indywidualnej, Lisa założyła własną firmę zarządzającą artystami o nazwie Lloud w lutym 2024. Następnie podpisała kontrakt z RCA Records w kwietniu, aby wydawać solową muzykę we współpracy z Lloud. Artystka wydała „Rockstar” oraz „New Woman” z udziałem Rosalii jako dwa pierwsze single z jej debiutanckiego solowego albumu wydanego przez Lloud i RCA Records odpowiednio w czerwcu i sierpniu. Lisa zaczęła zapowiadać kolejną wersję za pomocą filmów TikTok publikowanych od 15 września, zawierających fragmenty nieopublikowanego utworu. 25 września opublikowała film, na którym podchodzi do mikrofonu i śpiewa słowa „so kiss me”, posyłając buziaka do kamery. Fani zauważyli w utworze interpolację amerykańskiego zespołu Sixpence None Richera singla z 1998 r. „Kiss Me” i spekulowali, że w utworze pojawi się Sabrina Carpenter. Podczas swojego głównego występu na Global Citizen Festival 28 września Lisa zaskoczyła publiczność, wykonując po raz pierwszy nadchodzący singiel. Po występie na żywo oficjalnie ogłosiła wydanie utworu na swoich kontach w mediach społecznościowych na 3 października 2024 r. o godzinie 20:00 czasu wschodniego. Jako prezent świąteczny Lisa wydała remiks singla „Santa Baby” 29 listopada 2024 r. o północy czasu lokalnego.

## Rozwój i nagrywanie
Singel „Moonlit Floor (Kiss Me)” został napisany przez Jessie Reyez, Ryana Williamsona (znanego również jako Rykeyz) i Matta Slocuma, członka Sixpence None the Richer, który napisał „Kiss Me”, a wyprodukował go Rykeyz. Według Williamsona, piosenka powstała w Chalice Studios w Los Angeles podczas sesji studyjnej z nim i Reyez jako ich trzecia piosenka tego wieczoru. Kiedy zaczął grać na swoim Rolandzie Juno-106, Reyez natychmiast zaczął pisać piosenkę, która pasowałaby do jego produkcji. Wspominał: „Kiedy ona to zaśpiewała, pomyślałem, że jest bardzo świeża, ale pomyślałem, że potrzebuje czegoś, aby przesadzić z refrenem. Żartobliwie zacząłem śpiewać „Kiss Me” Sixpence None the Richer”. Reyez zgodził się na pomysł i zrobił „tekstowy zwrot” w oryginalnej piosence, co według Williamsona „było dokładnie tym, czego piosenka potrzebowała, aby wznieść ją na wyższy poziom”. Początkowo piosenka miała znaleźć się na drugim studyjnym albumie Reyez Yessie, ale jej wytwórnia nie była w stanie wyrazić zgody na użycie „Kiss Me”. Dodała: „Ostatecznie piosenka nie pasowała do klimatu mojego projektu, więc umieściłam ją w folderze z propozycjami utworów, które rozdaję innym artystom”. Ostatecznie uzyskała pozwolenie na interpolację „Kiss Me” po skontaktowaniu się z główną wokalistką Sixpence None the Richer, Leigh Nash, na Instagramie.
Następnie piosenkę zaprezentowano Lisie, która była fanką oryginalnej wersji, pamiętając, jak jej tata często puszczał piosenkę w samochodzie, gdy miała pięć lub sześć lat. Opisując to jako moment pełnego koła, wiedziała: „Jak tylko usłyszałam piosenkę, pomyślałam: 'To ta piosenka!'” i postanowiła ją nagrać. Williamson wyraziła radość z nagrania, stwierdzając: „Jesteśmy tak wdzięczni, że Lisa poczuła więź z piosenką i uczyniła ją swoją. Jest kolejną wielką gwiazdą popu i cieszymy się, że możemy być częścią jej podróży”. Reyez miała nadzieję, że piosenka pomoże jej osiągnąć osobisty cel, jakim jest dwa przeboje w pierwszej dziesiątce listy Billboard jako autorka tekstów piosenek i wykonawczyni. Nash również pochwalił jej świeże podejście do koncepcji „Kiss Me”, mówiąc: „Lisa wykonała świetną robotę z tą wersją. Gdy wyruszamy w trasę tej jesieni, jesteśmy podekscytowani spotkaniem z częścią tego nowego pokolenia fanów „Kiss Me””.

## Kompozycja i tekst utworu
„Moonlit Floor (Kiss Me)” to utwór dance-popowy i nu-disco, który oferuje wgląd w życie miłosne Lisy. Refren piosenki interpoluje piosenkę Sixpence None the Richer „Kiss Me” z oryginalnym tekstem „Kiss me underneath the milky twilight / Lead me out on the moonlit floor” zmienionym na „Kiss me, under the Paris twilight / Kiss me out on the moonlit floor”, pasującym do fabuły o francuskim kochanku. W całej piosence śpiewa o tym, jak „doprowadził [ją] do potykania się” i składa różne pochwały jego wyglądowi i umiejętnościom. W drugiej zwrotce wyjaśnia, że poznała go w pracy i nieświadomie zakochała się z powodu jego wyglądu i akcentu.
W remiksie „Santa Baby” temat tekstu został zmieniony z francuskiego kochanka na Świętego Mikołaja. Refren został zmieniony na „Kiss me, under the Christmas twilight / Kiss me, out on the moonlit floor”, a Lisa teraz fantazjuje o Świętym Mikołaju. W outro śpiewa „Santa Baby got me trippin’”.

## Teledysk w formie występu
Oficjalny film z występu wyreżyserowany przez Raja Virdiego został wydany 9 października na oficjalnym kanale Lloud na YouTube. W nim Lisa wykonuje piosenkę z zespołem na żywo w pustym miejscu. W trakcie trwania filmu ma na sobie dwa stroje: białe koronkowe body z krowimi butami i jasnoróżowy krótki top i spódnicę z koronkowymi wykończeniami.

## Występy na żywo
Lisa wykonała „Moonlit Floor (Kiss Me)” po raz pierwszy przed wydaniem utworu 28 września na Global Citizen Festival w Central Parku na Manhattanie w Nowym Jorku. Później wykonała go na wybiegu Victoria's Secret Fashion Show 2024 15 października w Duggal Greenhouse w Brooklyn Navy Yard w Brooklynie w Nowym Jorku. W Sylwestra 2024 roku Lisa wykonała remiks „Moonlit Floor (Kiss Me)” w wykonaniu „Santa Baby” po raz pierwszy jako gwiazda wieczoru Amazing Thailand Countdown 2025 w Iconsiam w Bangkoku.

## Lista utworów
- Digital download, streaming

1. „Moonlit Floor (Kiss Me)” – 2:35
2. „Moonlit Floor (Kiss Me)” (Live performance version) – 2:36
3. „Moonlit Floor (Kiss Me)” (Instrumental) – 2:35

- Digital download, streaming – Santa Baby remix

1. „Moonlit Floor (Kiss Me)” (Santa Baby remix) – 2:35
2. „Moonlit Floor (Kiss Me)” – 2:35

## Twórcy
Opracowano na podstawie materiału źródłowego.
- Lisa – wokal
- Rykez – produkcja, bass, bębny, gitara, keyboards, syntezator
- Sarah Troy – wokale w tle
- Serban Ghenea – miks
- Randy Merrill – mastering
- Bryce Bordone – pomoc inżynierska
- Jelli Dorman – inżynieria wokalna
- Kuk Harrell – realizator wokali